# Challenger de Mérida 2024
El torneo Yucatán Open 2024 fue un torneo de tenis perteneció al ATP Challenger Tour 2024 en la categoría Challenger 50. Se trató de la 1.ª edición, el torneo tuvo lugar en la ciudad de Mérida (México), desde el 18 hasta el 24 de marzo de 2024 sobre pista de tierra batida al aire libre.

## Jugadores participantes del cuadro de individuales
| Favorito | País                      | Jugador             | Rank1 | Posición en el torneo |
| -------- | ------------------------- | ------------------- | ----- | --------------------- |
| 1        | Bandera del Reino Unido   | Oliver Crawford     | 204   | Primera ronda         |
| 2        | Bandera de Italia         | Federico Gaio       | 212   | Primera ronda         |
| 3        | Bandera de Estados Unidos | Tristan Boyer       | 229   | CAMPEÓN               |
| 4        | Bandera de Bolivia        | Murkel Dellien      | 247   | Semifinales           |
| 5        | Bandera de Argentina      | Juan Pablo Ficovich | 250   | FINAL                 |
| 6        | Bandera de Kazajistán     | Dmitry Popko        | 276   | Cuartos de final      |
| 7        | Bandera de Suiza          | Antoine Bellier     | 300   | Primera ronda         |
| 8        | Bandera de Estados Unidos | Aidan Mayo          | 306   | Primera ronda         |

- 1 Se ha tomado en cuenta el ranking del 4 de marzo de 2024.

### Otros participantes
Los siguientes jugadores recibieron una invitación (wild card), por lo tanto ingresan directamente al cuadro principal (WC):
- Emiliano Aguilera
- Alex Hernández
- Alan Fernando Rubio Fierros

Los siguientes jugadores ingresan al cuadro principal tras disputar el cuadro clasificatorio (Q):
- Preston Brown
- Jacob Brumm
- Trey Hilderbrand
- Christian Langmo
- Dan Martin
- Juan Pablo Paz

## Campeones

### Individual Masculino
- Tristan Boyer derrotó en la final a  Juan Pablo Ficovich por 7–6(6), 6–2

### Dobles Masculino
- Thomas Fancutt /  Hunter Reese derrotaron en la final a  Boris Kozlov /  Stefan Kozlov por 7–5, 6–3